# Ursus arctos stikeenensis
L'orso bruno di Stickeen (Ursus arctos stikeenensis Merriam, 1914), noto anche come orso bruno Stikine, è una grande sottospecie di orso bruno diffusa in Nordamerica.

## Descrizione

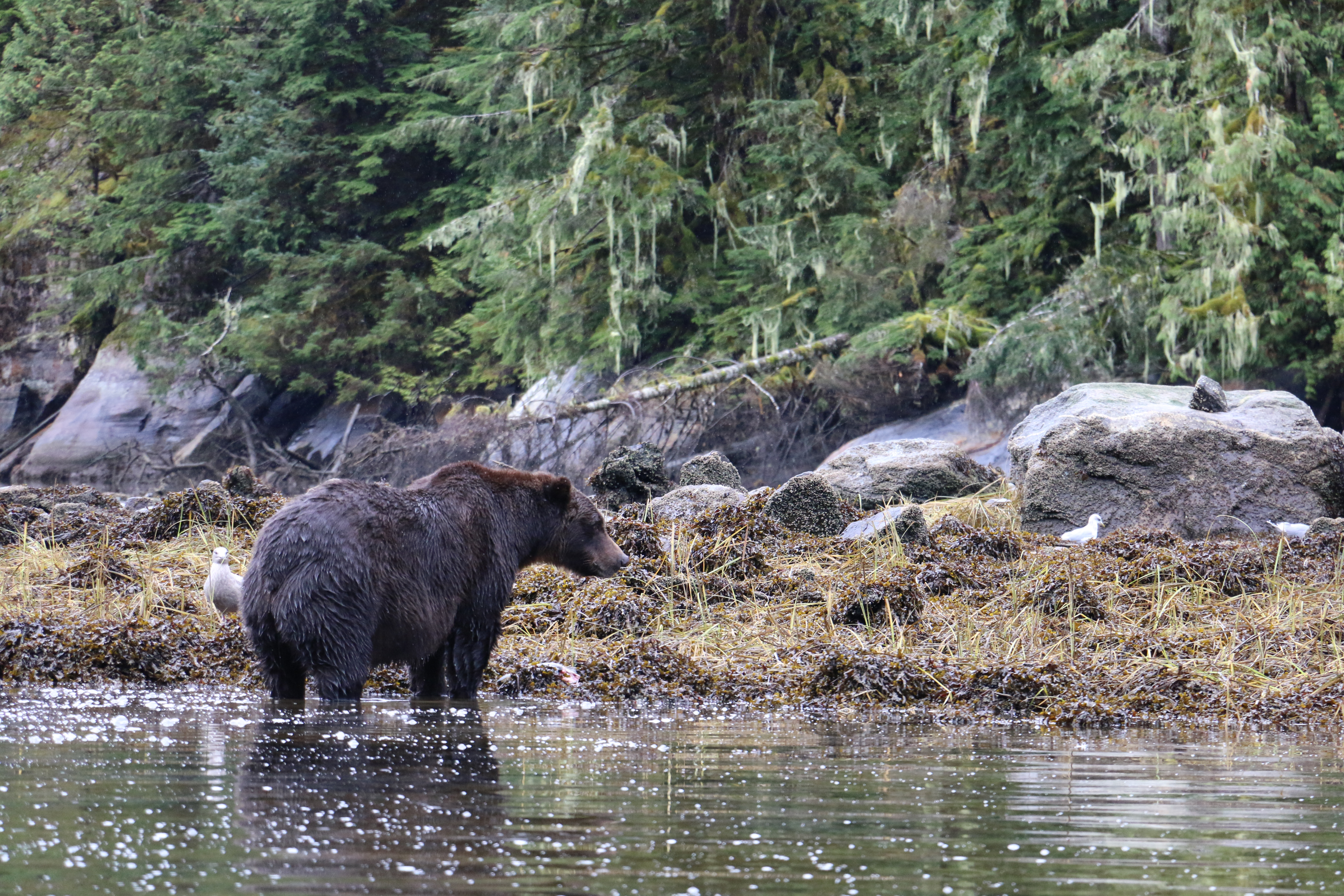

Più comunemente è di colore marrone scuro ma può anche variare dal biondo al nero, con una gobba distintiva sulle spalle e un profilo leggermente bombato al viso. Un maschio adulto pesa tipicamente tra 135 e 390 kg (298 e 860 libbre) e una femmina adulta tra 95 e 205 kg (209 e 452 libbre) e ha spalle tra 90 e 110 cm (35 e 43 in). Tuttavia, la dimensione varia a seconda della quantità di cibo. Inoltre ha lunghi artigli anteriori.

## Distribuzione
È presente nei Territori a Nord-Ovest del Canada, in un'area interna della Columbia Britannica che comprende il fiume Stickeen, la foce del fiume Finlay e la regione del lago Dease fino al territorio dello Yukon. Lo si trova in foreste delle regioni montuose, nelle vellu fluviali e nei bacini lacustri.